# 鈴木里彩
鈴木 里彩（すずき りさ、1990年12月24日 - ）は、日本の女性声優。

## 出演作品

### テレビアニメ
- サイボーグ009（ジョーの母親（幼年時代））
- BLOOD+（ムイ）

### 劇場アニメ
- WXIII 機動警察パトレイバー（岬一美[1]）

### ラジオドラマ
- しゃばけ（鳴家）

### テレビドラマ
- ツナガルココロ 〜3つの愛の物語〜

### 吹き替え
- 永遠の片想い
- ゴーストシップ（ケイティ）
- スパイダーマン
- ホーンテッドマンション（メーガン）
- ロード・オブ・ザ・リング